# Phrynomantis somalicus
Phrynomantis somalicus är en groddjursart som först beskrevs av Giuseppe Scortecci 1941.  Phrynomantis somalicus ingår i släktet Phrynomantis och familjen Microhylidae. IUCN kategoriserar arten globalt som livskraftig. Inga underarter finns listade i Catalogue of Life.